# Andrea Palini
Andrea Fedi (Gardone Val Trompia, Província de Brescia, 16 de juny de 1989) és un ciclista italià, professional des del 2012. Actualment corre a l'equip Androni Giocattoli.

## Palmarès
- 2007
  -  Campió d'Itàlia júnior en ruta
  - Vencedor d'una etapa a la Tre Ciclistica Bresciana
- 2009
  - 1r al Trofeu Ciutat de Brescia
- 2010
  - 1r a la Coppa Colli Briantei
- 2012
  - Vencedor d'una etapa a la Setmana Internacional de Coppi i Bartali
- 2013
  - Vencedor d'una etapa a la Tropicale Amissa Bongo
- 2014
  - Vencedor d'una etapa al Tour de Hainan
- 2015
  - Vencedor de 2 etapes a la Volta a Egipte
  - Vencedor d'una etapa a la Tropicale Amissa Bongo
  - Vencedor de 2 etapes al Tour de Hainan
  - Vencedor d'una etapa al Sharjah International Cycling Tour
  - Vencedor d'una etapa a la Jelajah Malaysia
- 2016
  - Vencedor d'una etapa a la Tropicale Amissa Bongo
  - Vencedor d'una etapa al Tour de Langkawi
- 2017
  - Vencedor d'una etapa al Sibiu Cycling Tour